# David Scott
Plukovník David Randolph Scott (* 6. června 1932 San Antonio, Texas, USA) je bývalý vojenský letec a astronaut NASA, jeden ze třetí skupiny astronautů vybraných NASA v říjnu 1963 a jako velitel Apolla 15 je v pořadí sedmým z dvanácti lidí, kteří kráčeli po Měsíci.

## Biografie

### Mládí
David Scott se narodil na letecké základně Randolph (Randolph Air Force Base, po níž byl pojmenován) blízko San Antonia v Texasu. Od roku 1936 do roku 1939 žila rodina na Filipínách. Za druhé světové války sloužil otec v Evropě, takže Davida a jeho bratra vychovávala sama matka.
Po ukončení Western High School ve Washingtonu D.C. studoval University of Michigan a United States Military Academy ve West Pointu. Získal magisterský titul v letectví a kosmonautice. Poté absolvoval výcvik jako pilot na Webb Air Force Base v Texasu a působil jako pilot v Laughlin Air Force Base v Texasu a v Air Force Base v Arizoně.
Od dubna 1956 do července 1960 sloužil Scott jako tryskový pilot v Soesterberg v Nizozemí, kde létal na bojových letounech typu F-86 a F-100. Po návratu do USA studoval na Massachusettském technologickém institutu letectví a kosmonautiku a v roce 1962 získal titul inženýra. Po ukončení studia pracoval jako docent na Air Force Academy. Pak absolvoval kurz zkušebních pilotů na Edwardsově letecké základně. Poté, co ukončil kurz mezi pěti nejlepšími, přešel na nedávno založenou Aerospace Research Pilot School (ARPS) v Edwards (Kalifornie).
Scott se úspěšně ucházel u NASA o výběr mezi astronauty a byl u 14. října 1963 s 13 ostatními představen veřejnosti ve třetí skupině astronautů. Jako svou specializaci přijal plánování misí a navigaci.

### Gemini 8
16. března 1966 s Neilem Armstrongem jako velitelem odstartovali na misi Gemini 8. Tento let byl původně naplánován na 3 dny, ale skončil dříve kvůli selhání pomocné rakety. Posádka, v níž měl funkci druhého pilota, provedla první úspěšné spojení dvou dopravních prostředků ve vesmíru a předvedla skvělou zručnost pilotování při překonávání problému s pomocnou raketou a při úspěšném přistání. Start byl z mysu Canaveral na Floridě, přistání s pomocí padáků v kabině lodi na hladině Tichého oceánu.

### Apollo 9

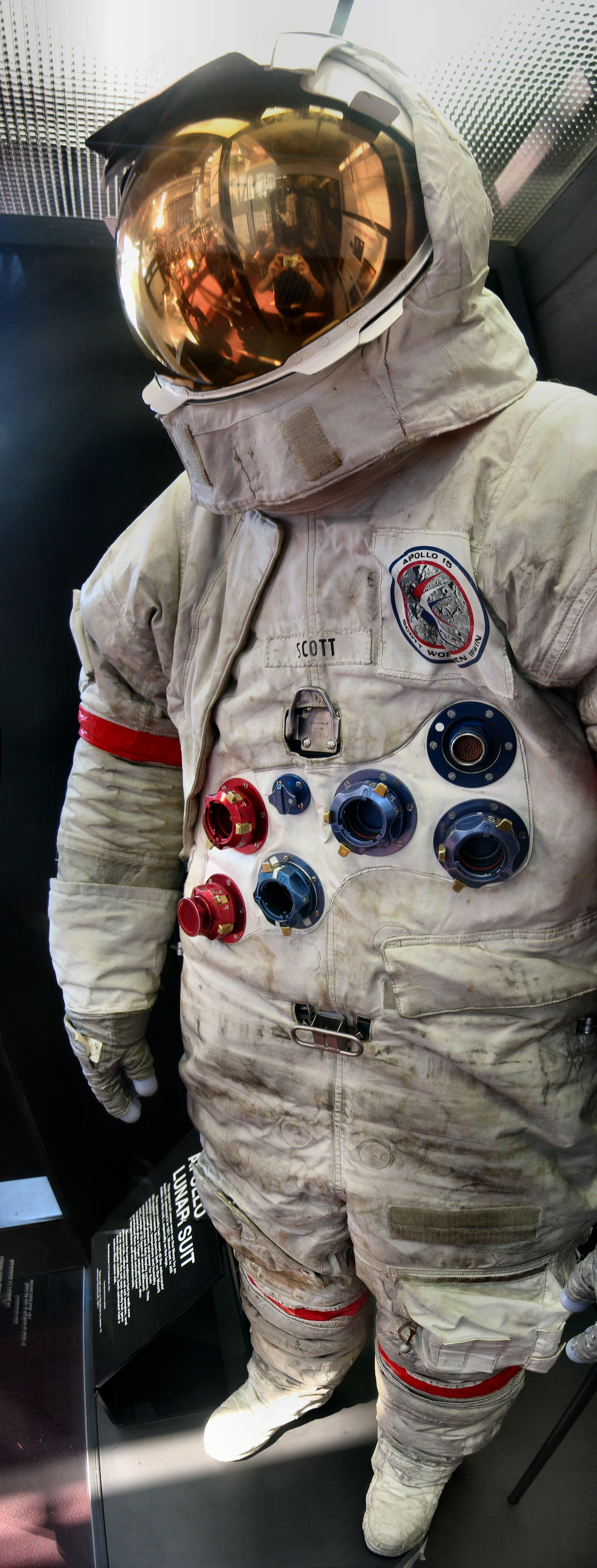
Výcvikový skafandr Davida Scotta z Apolla 15 v Muzeu letectví a kosmonautiky ve Washingtonu, DC.

Scott sloužil jako pilot velitelského modulu na Apollu 9 (3. března – 13. března 1969). Jednalo se o třetí let s lidskou posádkou v programu Apollo, druhý vypuštěný raketou Saturn V a první úplný test kosmické lodi Apollo. Desetidenní let poskytl zásadní, předtím nedostupné informace o operačním výkonu, stabilitě a spolehlivosti pohonu lunárního modulu a systémů podporujících život.
Nejdůležitější událostí tohoto letu bylo setkání a následné spojení kosmických lodí, které provedl James McDivitt a Russell Schweickart z lunárního modulu a Scott z velitelského modulu. Obě tělesa byla před spojením vzdálena 160 km. Jednalo se o rozhodující část letu na oběžné dráze kolem Měsíce. Posádka tak potvrdila uskutečnitelnost přenosu posádky z povrchu Měsíce. Apollo 9 přistálo s pomocí padáků na vodě méně než 7 km od vrtulníkové letadlové lodi USS Guadalcanal (LPH-7) nedaleko ostrova Grand Turk v Atlantiku.

### Apollo 15
Krátce po přistání Apolla 9 byl Scott vybrán jako velitel náhradní posádky u letu Apolla 12. Kdyby byl jeho velitel Charles Conrad z nějakého důvodu neletěl, byl by Scott vystoupil na Měsíc jako třetí člověk. K nasazení Scotta ale nedošlo a během letu v listopadu 1969 působil jako „Capcom“ (osoba která zajišťuje hlasové spojení mezi astronauty ve vesmíru a pozemním řídícím střediskem v Houstonu).
Jeho třetí let do vesmíru se konal až na Apollu 15 (26. července – 7. srpna 1971). Scott zde byl velitelem lodě, jeho společníky byli Alfred Worden (pilot velitelského modulu ) a James B. Irwin (pilot lunárního modulu). Apollo 15 bylo čtvrtou misí s lidskou posádkou, která přistála na měsíčním povrchu a první, která navštívila a prozkoumala měsíční útvary Hadley Rille a Apennine Mountains, které se nacházejí na jihovýchodním okraji Mare Imbrium (Moře dešťů). Lunární modul „Falcon“ zůstal na měsíčním povrchu 66 hodin a 54 minut a Scott s Irwinem strávili 18 hodin a 35 minut venku na měsíčním povrchu. Do okolí lunárního modulu vyrazili celkem třikrát, k dopravě použili měsíční vozítko „Rover-1“. Scott a Irwin provedli selenogeologický průzkum oblasti a sebrali na povrchu 82 kg měsíčního materiálu.
Na povrchu umístili zařízení ALSEP, které obsahovalo přístroje pro experimenty na povrchu. Mezi úspěchy Apolla patří, že na měsíčním povrchu pomocí Roveru 1 (bylo to jeho první použití na Měsíci) urazili do té doby největší vzdálenost – celkem 27,5 km. Apollo 15 přistálo do Tichého oceánu a bylo vyloveno letadlovou lodí USS Okinawa (LPH 3).

### Lety v kostce
- Gemini 8, start 16. březen 1966, přistání 17. březen 1966
- Apollo 9, start 3. březen 1969, přistání 13. březen 1969
- Apollo 15, start 26. červenec 1971, přistání 7. srpen 1971

### Skandál se známkami
Již krátce po přistání bylo celé mužstvo Apolla 15 vybráno za náhradníky pro let Apolla 17. V průběhu následujícího roku ale vešla ve známost jejich aféra se známkami. Scott, Worden a Irwin měli prodat dopisní obálky s upomínkou na jejich let, které nebyly výslovně schváleny, německému obchodníku s poštovními známkami. Zisk z prodeje byl použit pro založení svěřeneckého fondu pro děti posádky Apolla 15. Ačkoli jejich čin nebyl jakkoliv nezákonný a navzdory skutečnosti, že NASA zavírala oči před podobnými aktivitami u dřívějších letů, administrativa rozhodla, že Scott a jeho posádka budou příkladně potrestáni a nikdo z nich do vesmíru znovu nepoletí.

### Po odchodu z NASA
V roce 1971 přijal čestný doktorát Astronautical Science od univerzity v Michigan. V červenci 1972 byl jmenován plukovník Scott zvláštním asistentem pro operace při společném letu Sojuz-Apollo. V dubnu 1975 se stal ředitelem výzkumného střediska NASA na kalifornské základně Edwards. Zůstal zde do konce října 1977, kdy z NASA odešel, aby se věnoval soukromému podnikání v Los Angeles. V dubnu 1981 komentoval pro britskou televizi let prvního raketoplánu (STS-1). Při natáčení filmu Apollo 13 režisérem Ronem Howardem působil jako poradce. V současné době žije v Beverly Hills v Kalifornii se svou současnou manželkou Margaret Black-Scott.